# Elencos da Deceuninck-Quick Step
A equipa ciclista profissional Deceuninck-Quick Step tem tido, durante toda a sua história, os seguintes elencos:

## Quick Step-Davitamon

### 2003
| Nome                | Nascimento | Nacionalidade | Equipa de 2002        |
| Frédéric Amorison   | 16.02.1978 | Bélgica       | Lotto-Adecco          |
| Paolo Bettini       | 01.04.1974 | Itália        | Mapei                 |
| László Bodrogi      | 11.12.1976 | Hungria       | Mapei                 |
| Tom Boonen          | 15.10.1980 | Bélgica       | US Postal             |
| Davide Bramati      | 28.06.1968 | Itália        | Mapei                 |
| David Cañada García | 14.03.1975 | Espanha       | Mapei                 |
| Aurélien Clerc      | 26.08.1979 | Suíça         | Mapei                 |
| Wilfried Cretskens  | 10.07.1976 | Bélgica       | Domo-Farm Frites      |
| Pedro Horrillo      | 27.09.1974 | Espanha       | Mapei                 |
| Kevin Hulsmans      | 11.04.1978 | Bélgica       | Mapei                 |
| Andrey Kashechkin   | 21.03.1980 | Cazaquistão   | Domo-Farm Frites      |
| Servais Knaven      | 06.03.1971 | Países Baixos | Domo-Farm Frites      |
| Johan Museeuw       | 13.10.1965 | Bélgica       | Domo-Farm Frites      |
| Nick Nuyens         | 05.05.1980 | Bélgica       | Néo                   |
| Luca Paolini        | 17.01.1977 | Itália        | Mapei                 |
| Domenico Passuello  | 24.03.1978 | Itália        | Colombia-Selle Italia |
| Michael Rogers      | 20.12.1979 | Austrália     | Mapei                 |
| Patrik Sinkewitz    | 20.10.1980 | Alemanha      | Mapei                 |
| Bram Tankink        | 03.12.1978 | Países Baixos | Domo-Farm Frites      |
| Kurt Van de Wouwer  | 24.09.1971 | Bélgica       | Lotto-Adecco          |
| Jurgen Van Goolen   | 28.11.1980 | Bélgica       | Domo-Farm Frites      |
| Frank Vandenbroucke | 06.11.1974 | Bélgica       | Domo-Farm Frites      |
| Sven Vanthourenhout | 14.01.1981 | Bélgica       | Domo-Farm Frites      |
| Richard Virenque    | 19.11.1969 | França        | Domo-Farm Frites      |
| Piotr Wadecki       | 11.02.1973 | Polónia       | Domo-Farm Frites      |

### 2004
| Nome                      | Nascimento | Nacionalidade | Equipa de 2003               |
| Frédéric Amorison         | 16.02.1978 | Bélgica       |                              |
| Paolo Bettini             | 01.04.1974 | Itália        |                              |
| László Bodrogi            | 11.12.1976 | Hungria       |                              |
| Tom Boonen                | 15.10.1980 | Bélgica       |                              |
| Davide Bramati            | 28.06.1968 | Itália        |                              |
| Aurélien Clerc            | 26.08.1976 | Suíça         |                              |
| Wilfried Cretskens        | 10.07.1976 | Bélgica       |                              |
| Dimitri De Fauw           | 13.07.1981 | Bélgica       | Quick Step-Davitamon-Latexco |
| Laurent Dufaux            | 25.05.1969 | Suíça         | Alessio                      |
| José Antonio Garrido Lima | 28.11.1975 | Espanha       | Paternina-Costa de Almeria   |
| Pedro Horrillo            | 27.09.1974 | Espanha       |                              |
| Kevin Hulsmans            | 11.04.1978 | Bélgica       |                              |
| Aaron Kemps               | 10.09.1983 | Austrália     |                              |
| Servais Knaven            | 06.03.1971 | Países Baixos |                              |
| Juan Miguel Mercado       | 08.07.1978 | Espanha       | ibanesto.com                 |
| Johan Museeuw             | 13.10.1965 | Bélgica       |                              |
| Nick Nuyens               | 05.05.1980 | Bélgica       |                              |
| Luca Paolini              | 17.01.1977 | Itália        |                              |
| José Antonio Pecharromán  | 16.06.1978 | Espanha       | Paternina-Costa de Almería   |
| Michael Rogers            | 20.12.1979 | Austrália     |                              |
| Patrik Sinkewitz          | 20.10.1980 | Alemanha      |                              |
| Harald Starzengruber      | 11.04.1981 | Áustria       |                              |
| Bram Tankink              | 03.12.1978 | Países Baixos |                              |
| Jurgen Van Goolen         | 28.11.1980 | Bélgica       |                              |
| Sven Vanthourenhout       | 14.01.1981 | Bélgica       |                              |
| Richard Virenque          | 19.11.1969 | França        |                              |
| Wouter Weylandt           | 27.09.1984 | Bélgica       |                              |
| Stefano Zanini            | 23.01.1969 | Itália        | Saeco                        |

## Quick Step-Innergetic

### 2005
| Nome                      | Nascimento | Nacionalidade | Equipa de 2004  |
| Paolo Bettini             | 01.04.1974 | Itália        |                 |
| Tom Boonen                | 15.10.1980 | Bélgica       |                 |
| Davide Bramati            | 28.06.1968 | Itália        |                 |
| Mads Christensen          | 06.04.1984 | Dinamarca     | Team PH         |
| Wilfried Cretskens        | 10.07.1976 | Bélgica       |                 |
| Dimitri De Fauw           | 13.07.1981 | Bélgica       |                 |
| Kevin De Weert            | 27.05.1982 | Bélgica       | Rabobank        |
| Addy Engels               | 16.06.1977 | Países Baixos | Bankgiroloterij |
| José Antonio Garrido Lima | 28.11.1975 | Espanha       |                 |
| Kevin Hulsmans            | 11.04.1978 | Bélgica       |                 |
| Servais Knaven            | 06.03.1971 | Países Baixos |                 |
| Marc Lotz                 | 19.10.1973 | Países Baixos | Rabobank        |
| Juan Miguel Mercado       | 08.07.1978 | Espanha       |                 |
| Cristian Moreni           | 21.11.1972 | Itália        | Alessio-Bianchi |
| Nick Nuyens               | 05.05.1980 | Bélgica       |                 |
| Luca Paolini              | 17.01.1977 | Itália        |                 |
| José Antonio Pecharromán  | 16.06.1978 | Espanha       |                 |
| Filippo Pozzato           | 10.09.1981 | Itália        | Fassa Bortolo   |
| Michael Rogers            | 20.12.1979 | Austrália     |                 |
| Sébastien Rosseler        | 15.07.1981 | Bélgica       | Relax-Bodysol   |
| Patrik Sinkewitz          | 20.10.1980 | Alemanha      |                 |
| Bram Tankink              | 03.12.1978 | Países Baixos |                 |
| Guido Trenti              | 27.12.1972 | Itália        | Fassa Bortolo   |
| Jurgen Van Goolen         | 28.11.1980 | Bélgica       |                 |
| Rik Verbrugghe            | 23.07.1974 | Bélgica       | Lotto-Domo      |
| Wouter Weylandt           | 27.09.1984 | Bélgica       | néo-pró         |
| Stefano Zanini            | 23.01.1969 | Itália        |                 |

### 2006
| Nome                      | Nascimento | Nacionalidade  | Equipa de 2005               |
| Serge Baguet              | 18.08.1969 | Bélgica        | Davitamon Lotto              |
| Paolo Bettini             | 01.04.1974 | Itália         |                              |
| Tom Boonen                | 15.10.1980 | Bélgica        |                              |
| Davide Bramati            | 28.06.1968 | Itália         |                              |
| Francesco Chicchi         | 27.11.1981 | Itália         | Fassa Bortolo                |
| Wilfried Cretskens        | 10.07.1976 | Bélgica        |                              |
| Steven De Jongh           | 25.11.1973 | Países Baixos  | Rabobank                     |
| Kevin De Weert            | 27.05.1982 | Bélgica        |                              |
| Addy Engels               | 16.06.1977 | Países Baixos  |                              |
| Juan Manuel Gárate        | 24.04.1976 | Espanha        | Saunier Suval                |
| José Antonio Garrido Lima | 28.11.1975 | Espanha        |                              |
| Dmytro Grabovskyy         | 30.09.1985 | Ucrânia        |                              |
| Kevin Hulsmans            | 11.04.1978 | Bélgica        |                              |
| Servais Knaven            | 06.03.1971 | Países Baixos  |                              |
| Nick Nuyens               | 05.05.1980 | Bélgica        |                              |
| Filippo Pozzato           | 10.09.1981 | Itália         |                              |
| Sébastien Rosseler        | 15.07.1981 | Bélgica        |                              |
| José Rujano               | 18.02.1982 | Venezuela      | Colômbia Selle-Itália        |
| Ivan Santaromita          | 30.04.1984 | Suíça          | néo-pró                      |
| Leonardo Scarselli        | 29.04.1975 | Itália         | Colômbia Selle-Itália        |
| Hubert Schwab             | 05.04.1982 | Suíça          | Saeco-Romer's-Wetzikon       |
| Bram Tankink              | 03.12.1978 | Países Baixos  |                              |
| Matteo Tosatto            | 14.05.1974 | Itália         | Fassa Bortolo                |
| Guido Trenti              | 27.12.1972 | Estados Unidos |                              |
| Jurgen Van De Walle       | 09.02.1977 | Bélgica        | Landbouwkrediet              |
| Kevin Van Impe            | 19.04.1981 | Bélgica        | Chocolade Jacques            |
| Cédric Vasseur            | 18.08.1970 | França         | Cofidis                      |
| Geert Verheyen            | 10.03.1973 | Bélgica        | Landbouwkrediet              |
| Davide Vigano             | 12.06.1984 | Itália         | Team Androni Giocattoli - 3C |
| Wouter Weylandt           | 27.09.1984 | Bélgica        |                              |
| Remmert Wielinga          | 27.04.1978 | Países Baixos  | Rabobank                     |

### 2007
| Nome                | Nascimento | Nacionalidade | Equipa de 2006                          |
| Serge Baguet        | 18.08.1969 | Bélgica       |                                         |
| Carlos Barredo      | 05.06.1981 | Espanha       | Liberty Seguros-Würth                   |
| Paolo Bettini       | 01.04.1974 | Itália        |                                         |
| Tom Boonen          | 15.10.1980 | Bélgica       |                                         |
| Wilfried Cretskens  | 10.07.1976 | Bélgica       |                                         |
| Steven De Jongh     | 25.11.1973 | Países Baixos |                                         |
| Addy Engels         | 16.06.1977 | Países Baixos |                                         |
| Mauro Facci         | 11.05.1982 | Espanha       | Barloworld                              |
| Juan Manuel Gárate  | 24.04.1976 | Espanha       |                                         |
| Dmytro Grabovskyy   | 30.09.1985 | Ucrânia       | Néo                                     |
| Kevin Hulsmans      | 11.04.1978 | Bélgica       |                                         |
| Alessandro Proni    | 28.12.1982 | Itália        | Néo                                     |
| Sébastien Rosseler  | 15.07.1981 | Bélgica       |                                         |
| Ivan Santaromita    | 30.04.1984 | Suíça         |                                         |
| Leonardo Scarselli  | 29.04.1975 | Itália        |                                         |
| Hubert Schwab       | 05.04.1982 | Suíça         |                                         |
| Kevin Seeldraeyers  | 12.09.1986 | Bélgica       | Néo                                     |
| Gert Steegmans      | 30.09.1980 | Bélgica       | Davitamon Lotto                         |
| Bram Tankink        | 03.12.1978 | Países Baixos |                                         |
| Andrea Tonti        | 12.02.1976 | Itália        | Acqua & Sapone                          |
| Matteo Tosatto      | 14.05.1974 | Itália        |                                         |
| Jurgen Van De Walle | 09.02.1977 | Bélgica       |                                         |
| Kevin Van Impe      | 19.04.1981 | Bélgica       |                                         |
| Peter Van Petegem   | 18.01.1970 | Bélgica       | Davitamon Lotto                         |
| Cédric Vasseur      | 18.08.1970 | França        |                                         |
| Geert Verheyen      | 10.03.1973 | Bélgica       |                                         |
| Davide Vigano       | 12.06.1984 | Itália        |                                         |
| Giovanni Visconti   | 13.01.1983 | Itália        | Team Milram                             |
| Wouter Weylandt     | 27.09.1984 | Bélgica       |                                         |
| Maarten Wynants     | 12.05.1982 | Bélgica       | Chocolade Jacques - Topsport Vlaanderen |

## Quick Step

### 2008
| Nome                | Nascimento | Nacionalidade | Equipa de 2007        |
| Carlos Barredo      | 05.06.1981 | Espanha       | Quick Step-Innergetic |
| Paolo Bettini       | 01.04.1974 | Itália        | Quick Step-Innergetic |
| Tom Boonen          | 15.10.1980 | Bélgica       | Quick Step-Innergetic |
| Matteo Carrara      | 25.03.1979 | Itália        | Unibet.com            |
| Wilfried Cretskens  | 10.07.1976 | Bélgica       | Quick Step-Innergetic |
| Steven De Jongh     | 25.11.1973 | Países Baixos | Quick Step-Innergetic |
| Allan Davis         | 29.08.1979 | Austrália     | Discovery Channel     |
| Stijn Devolder      | 29.08.1979 | Bélgica       | Discovery Channel     |
| Vladimir Efimkin    | 02.12.1981 | Rússia        | Caisse d´Epargne      |
| Addy Engels         | 16.06.1977 | Países Baixos | Quick Step-Innergetic |
| Mauro Facci         | 11.05.1982 | Itália        | Quick Step-Innergetic |
| Juan Manuel Gárate  | 24.04.1976 | Espanha       | Quick Step-Innergetic |
| Dmytro Grabovskyy   | 30.09.1985 | Ucrânia       | Quick Step-Innergetic |
| Kevin Hulsmans      | 11.04.1978 | Bélgica       | Quick Step-Innergetic |
| Alessandro Proni    | 28.12.1982 | Itália        | Quick Step-Innergetic |
| Sébastien Rosseler  | 15.07.1981 | Bélgica       | Quick Step-Innergetic |
| Leonardo Scarselli  | 19.04.1975 | Itália        | Quick Step-Innergetic |
| Hubert Schwab       | 05.04.1982 | Suíça         | Quick Step-Innergetic |
| Kevin Seeldrayers   | 12.09.1986 | Bélgica       | Quick Step-Innergetic |
| Gert Steegmans      | 30.09.1980 | Bélgica       | Quick Step-Innergetic |
| Andrea Tonti        | 16.02.1976 | Itália        | Quick Step-Innergetic |
| Matteo Tosatto      | 14.05.1974 | Itália        | Quick Step-Innergetic |
| Jurgen Van De Walle | 09.02.1977 | Bélgica       | Quick Step-Innergetic |
| Kevin Van Impe      | 19.04.1981 | Bélgica       | Quick Step-Innergetic |
| Davide Vigano       | 12.06.1984 | Itália        | Quick Step-Innergetic |
| Giovanni Visconti   | 13.01.1983 | Itália        | Quick Step-Innergetic |
| Wouter Weylandt     | 27.09.1984 | Bélgica       | Quick Step-Innergetic |
| Maarten Wynants     | 13.05.1982 | Bélgica       | Quick Step-Innergetic |

### 2009

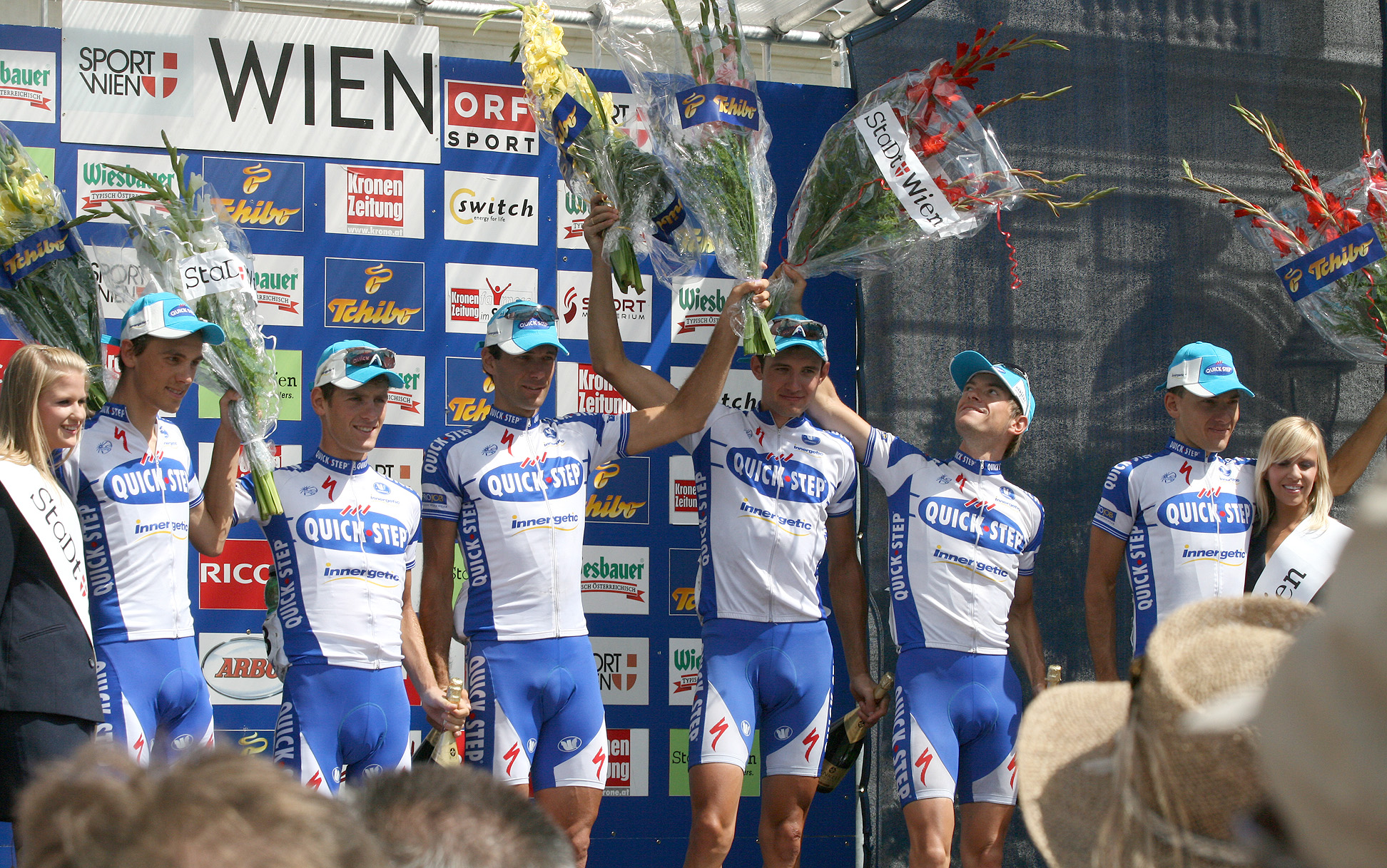
A equipa na Volta à Áustria de 2009

| Nome                | Nascimento | Nacionalidade | Equipa de 2008              |
| Carlos Barredo      | 05.06.1981 | Espanha       | Quick Step                  |
| Tom Boonen          | 15.10.1980 | Bélgica       | Quick Step                  |
| Dario Cataldo       | 17.03.1985 | Itália        | Liquigas                    |
| Sylvain Chavanel    | 30.06.1979 | França        | Cofidis                     |
| Dominique Cornu     | 10.10.1985 | Bélgica       | Silence-Lotto               |
| Allan Davis         | 29.08.1979 | Austrália     | Quick Step                  |
| Steven De Jongh     | 25.11.1973 | Países Baixos | Quick Step                  |
| Kevin De Weert      | 27.05.1982 | Bélgica       | Cofidis                     |
| Dries Devenyns      | 22.07.1983 | Bélgica       | Silence-Lotto               |
| Stijn Devolder      | 29.08.1979 | Bélgica       | Quick Step                  |
| Addy Engels         | 16.06.1977 | Países Baixos | Quick Step                  |
| Mauro Facci         | 11.05.1982 | Itália        | Quick Step                  |
| Kurt Hovelynck      | 02.06.1981 | Bélgica       | Topsport Vlaanderen         |
| Kevin Hulsmans      | 11.04.1978 | Bélgica       | Quick Step                  |
| Thomas Kvist        | 13.05.1982 | Dinamarca     | (debuta como profissional)  |
| Davide Malacarne    | 11.07.1987 | Itália        | (estreia como profissional) |
| Jérôme Pineau       | 02.01.1980 | França        | Bouygues Telecom            |
| Francesco Reda      | 19.11.1982 | Itália        | NGC Medical                 |
| Sébastien Rosseler  | 15.07.1981 | Bélgica       | Quick Step                  |
| Hubert Schwab       | 05.04.1982 | Suíça         | Quick Step                  |
| Kevin Seeldrayers   | 12.09.1986 | Bélgica       | Quick Step                  |
| Matteo Tosatto      | 14.05.1974 | Itália        | Quick Step                  |
| Jurgen Van De Walle | 09.02.1977 | Bélgica       | Quick Step                  |
| Kevin Van Impe      | 19.04.1981 | Bélgica       | Quick Step                  |
| Marco Velo          | 09.03.1974 | Itália        | Team Milram                 |
| Wouter Weylandt     | 27.09.1984 | Bélgica       | Quick Step                  |
| Maarten Wynants     | 13.05.1982 | Bélgica       | Quick Step                  |

### 2010

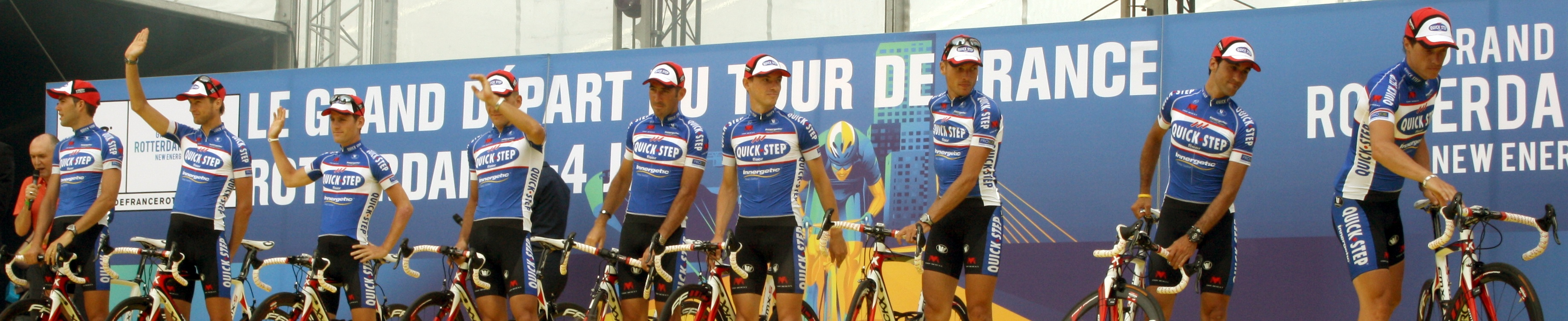
A equipa no Tour de France de 2010

| Nome                | Nascimento | Nacionalidade | Equipa de 2009                        |
| Carlos Barredo      | 05/06/1981 | Espanha       | Quick Step                            |
| Tom Boonen          | 15/10/1980 | Bélgica       | Quick Step                            |
| Dario Cataldo       | 17/03/1985 | Itália        | Quick Step                            |
| Sylvain Chavanel    | 30/06/1979 | França        | Quick Step                            |
| Kevin De Weert      | 27/05/1982 | Bélgica       | Quick Step                            |
| Dries Devenyns      | 22/07/1983 | Bélgica       | Quick Step                            |
| Stijn Devolder      | 29/08/1979 | Bélgica       | Quick Step                            |
| Addy Engels         | 16/06/1977 | Países Baixos | Quick Step                            |
| Mauro Facci         | 11/05/1982 | Itália        | Quick Step                            |
| Kurt Hovelynck      | 02/06/1981 | Bélgica       | Quick Step                            |
| Kevin Hulsmans      | 11/04/1978 | Bélgica       | Quick Step                            |
| Iljo Keisse         | 21/12/1982 | Bélgica       | John Saey-Deschacht-Huyandai          |
| Andrei Kunitski     | 02/07/1984 | Bielorrússia  | Neoprofissional                       |
| Thomas Kvist        | 18/08/1987 | Dinamarca     | Quick Step                            |
| Nikolas Maes        | 09/04/1986 | Bélgica       | Chocolade Jacques-Topsport Vlaanderen |
| Davide Malacarne    | 11/07/1987 | Itália        | Quick Step                            |
| Jérôme Pineau       | 02/01/1980 | França        | Quick Step                            |
| Francesco Reda      | 19/11/1982 | Itália        | Quick Step                            |
| Branislau Samoilau  | 25/05/1985 | Bielorrússia  | Quick Step                            |
| Kevin Seeldrayers   | 12/09/1986 | Bélgica       | Quick Step                            |
| Andreas Stauff      | 22/01/1987 | Alemanha      | Neoprofissional                       |
| Matteo Tosatto      | 14/05/1974 | Itália        | Quick Step                            |
| Jurgen Van De Walle | 09/02/1977 | Bélgica       | Quick Step                            |
| Kevin Van Impe      | 19/04/1981 | Bélgica       | Quick Step                            |
| Marco Velo          | 09/03/1974 | Itália        | Quick Step                            |
| Wouter Weylandt     | 27/09/1984 | Bélgica       | Quick Step                            |
| Maarten Wynants     | 13/05/1982 | Bélgica       | Quick Step                            |

### 2011
| Corredor                 | Nascimento | Nacionalidade | Equipa de 2010                       |
| Marco Bandiera           | 12/06/1984 | Itália        | Team Katusha                         |
| Tom Boonen               | 15/10/1980 | Bélgica       | Quick Step                           |
| Andy Cappelle            | 30/01/1979 | Bélgica       | Verandas Willems                     |
| Dario Cataldo            | 17/03/1985 | Itália        | Quick Step                           |
| Sylvain Chavanel         | 30/06/1979 | França        | Quick Step                           |
| Francesco Chicchi        | 27/11/1980 | Itália        | Liquigas                             |
| Gerald Ciolek            | 19/09/1986 | Alemanha      | Team Milram                          |
| Marc de Maar             | 15/02/1984 | Curaçau       | UnitedHealthcare presented by Maxxis |
| Kevin De Weert           | 27/05/1982 | Bélgica       | Quick Step                           |
| Dries Devenyns           | 22/07/1983 | Bélgica       | Quick Step                           |
| Addy Engels              | 16/06/1977 | Países Baixos | Quick Step                           |
| Iljo Keisse              | 21/12/1982 | Bélgica       | Quick Step                           |
| Nikolas Maes             | 09/04/1986 | Bélgica       | Quick Step                           |
| Davide Malacarne         | 11/07/1987 | Itália        | Quick Step                           |
| Jérôme Pineau            | 02/02/1980 | França        | Quick Step                           |
| Francesco Reda           | 19/11/1982 | Itália        | Quick Step                           |
| Frédérique Robert        | 25/01/1989 | Bélgica       | Quick Step                           |
| Kevin Seeldraeyers       | 12/09/1986 | Bélgica       | Quick Step                           |
| Andreas Stauff           | 22/01/1987 | Alemanha      | Quick Step                           |
| Gert Steegmans           | 30/09/1980 | Bélgica       | Team RadioShack                      |
| Zdeněk Štybar            | 11/12/1985 | Chéquia       | Telenet-Fidea (em 2011)              |
| Niki Terpstra            | 18/05/1984 | Países Baixos | Team Milram                          |
| Jan Tratnik              | 23/02/1990 | Eslovênia     | Zheroquadro-Radenska                 |
| Matteo Trentin           | 02/08/1989 | Itália        | Neoprofissional                      |
| Kevin Van Impe           | 19/04/1981 | Bélgica       | Quick Step                           |
| Guillaume Van Keirsbulck | 14/02/1991 | Bélgica       | Quick Step                           |
| Kristof Vandewalle       | 05/04/1985 | Bélgica       | Topsport Vlaanderen-Mercator         |
| Julien Vermote           | 26.07.1989 | Bélgica       | Neoprofissional                      |

1. 1 2  Desde o 1 de março.

## Omega Pharma-Quick Step

### 2012
Omega Pharma-Quick Step
| Corredor                 | Nascimento | Nacionalidade  | Equipa de 2011             |
| Tom Boonen               | 15/10/1980 | Bélgica        | Quick Step                 |
| Matt Brammeier           | 07/06/1985 | Irlanda        | HTC-Highroad               |
| Dario Cataldo            | 17/03/1985 | Itália         | Quick Step                 |
| Sylvain Chavanel         | 30/06/1979 | França         | Quick Step                 |
| Francesco Chicchi        | 27/11/1980 | Itália         | Quick Step                 |
| Gerald Ciolek            | 19/09/1986 | Alemanha       | Quick Step                 |
| Kevin De Weert           | 27/05/1982 | Bélgica        | Quick Step                 |
| Dries Devenyns           | 22/07/1983 | Bélgica        | Quick Step                 |
| Andrew Fenn              | 01/07/1990 | Reino Unido    | An Post-Sean Kelly         |
| Michał Gołaś             | 29/04/1984 | Polónia        | Vacansoleil-DCM            |
| Bert Grabsch             | 19/06/1975 | Alemanha       | HTC-Highroad               |
| Iljo Keisse              | 21/12/1982 | Bélgica        | Quick Step                 |
| Michał Kwiatkowski       | 02/06/1990 | Polónia        | Team RadioShack            |
| Levi Leipheimer          | 24/10/1973 | Estados Unidos | Team RadioShack            |
| Nikolas Maes             | 09/04/1986 | Bélgica        | Quick Step                 |
| Tony Martin              | 23/04/1985 | Alemanha       | HTC-Highroad               |
| Serge Pauwels            | 21/11/1983 | Bélgica        | Sky Procycling             |
| Jérôme Pineau            | 02/02/1980 | França         | Quick Step                 |
| František Raboň          | 26/09/1983 | Chéquia        | HTC-Highroad               |
| Gert Steegmans           | 30/09/1980 | Bélgica        | Quick Step                 |
| Zdeněk Štybar            | 11/12/1985 | Chéquia        | Telenet-Fidea e Quick Step |
| Niki Terpstra            | 18/05/1984 | Países Baixos  | Quick Step                 |
| Matteo Trentin           | 02/08/1989 | Itália         | Quick Step                 |
| Guillaume Van Keirsbulck | 14/02/1991 | Bélgica        | Quick Step                 |
| Stijn Vandenbergh        | 25/04/1984 | Bélgica        | Katusha Team               |
| Kristof Vandewalle       | 05/04/1985 | Bélgica        | Quick Step                 |
| Martin Velits            | 21/02/1985 | Eslováquia     | HTC-Highroad               |
| Peter Velits             | 21/02/1985 | Eslováquia     | HTC-Highroad               |
| Julien Vermote           | 26/07/1989 | Bélgica        | Quick Step                 |

Stagiaires

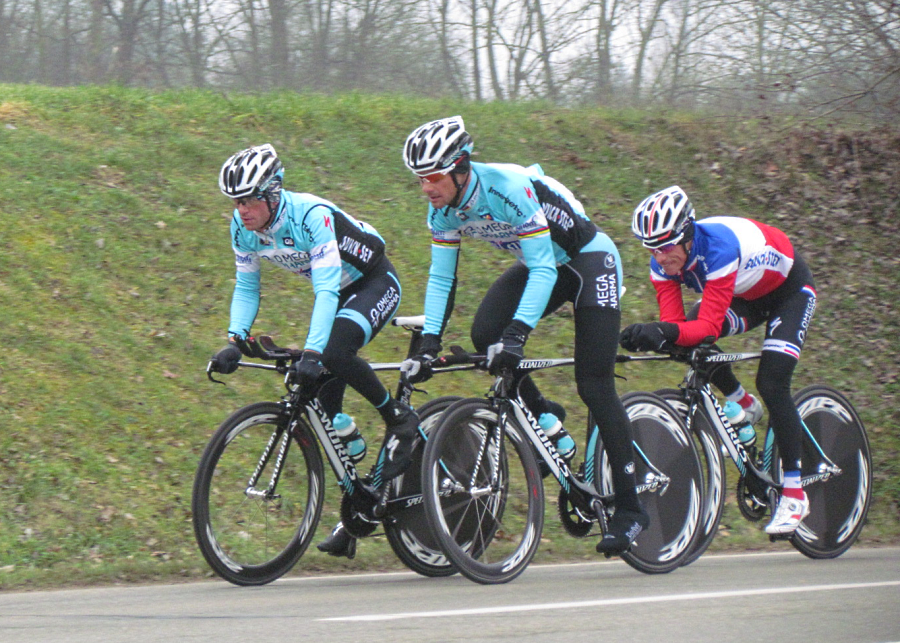
Membro da equipa em 2012

Desde o 1 de agosto, os seguintes corredores passaram a fazer parte da equipa como stagiaires (aprendizes à prova).
| Corredor         | Nascimento | Nacionalidade | Equipa de 2012                   |
| ---------------- | ---------- | ------------- | -------------------------------- |
| Jeroen Hoorne    | 14/08/1988 | Bélgica       | Jong Vlaanderen-Bauknecht (2011) |
| Florian Sénéchal | 10/07/1993 | França        |                                  |

### 2013
| Corredor                 | Nascimento | Nacionalidade | Equipa de 2012               |
| Tom Boonen               | 15/10/1980 | Bélgica       | Omega Pharma-Quick Step      |
| Gianluca Brambilla       | 22/08/1987 | Itália        | Colnago-CSF Inox             |
| Mark Cavendish           | 21/05/1985 | Reino Unido   | Sky Procycling               |
| Sylvain Chavanel         | 30/06/1979 | França        | Omega Pharma-Quick Step      |
| Kevin De Weert           | 27/05/1982 | Bélgica       | Omega Pharma-Quick Step      |
| Dries Devenyns           | 22/07/1983 | Bélgica       | Omega Pharma-Quick Step      |
| Andrew Fenn              | 01/07/1990 | Reino Unido   | Omega Pharma-Quick Step      |
| Michał Gołaś             | 29/04/1984 | Polónia       | Omega Pharma-Quick Step      |
| Bert Grabsch             | 19/06/1975 | Alemanha      | Omega Pharma-Quick Step      |
| Iljo Keisse              | 21/12/1982 | Bélgica       | Omega Pharma-Quick Step      |
| Michał Kwiatkowski       | 02/06/1990 | Polónia       | Omega Pharma-Quick Step      |
| Nikolas Maes             | 09/04/1986 | Bélgica       | Omega Pharma-Quick Step      |
| Tony Martin              | 23/04/1985 | Alemanha      | Omega Pharma-Quick Step      |
| Gianni Meersman          | 0512/1985  | Bélgica       | Lotto Belisol                |
| Serge Pauwels            | 21/11/1983 | Bélgica       | Omega Pharma-Quick Step      |
| Alessandro Petacchi      | 03/01/1974 | Itália        | Lampre                       |
| Jérôme Pineau            | 02/02/1980 | França        | Omega Pharma-Quick Step      |
| Frantisek Rabon          | 26/09/1983 | Chéquia       | Omega Pharma-Quick Step      |
| Pieter Serry             | 21/11/1988 | Bélgica       | Topsport Vlaanderen-Mercator |
| Gert Steegmans           | 30/09/1980 | Bélgica       | Omega Pharma-Quick Step      |
| Zdeněk Štybar            | 11/12/1985 | Chéquia       | Omega Pharma-Quick Step      |
| Niki Terpstra            | 18/05/1984 | Países Baixos | Omega Pharma-Quick Step      |
| Matteo Trentin           | 02/08/1989 | Itália        | Omega Pharma-Quick Step      |
| Guillaume Van Keirsbulck | 14/02/1991 | Bélgica       | Omega Pharma-Quick Step      |
| Stijn Vandenbergh        | 25/04/1984 | Bélgica       | Omega Pharma-Quick Step      |
| Kristof Vandewalle       | 05/04/1985 | Bélgica       | Omega Pharma-Quick Step      |
| Martin Velits            | 21/02/1985 | Eslováquia    | Omega Pharma-Quick Step      |
| Peter Velits             | 21/02/1985 | Eslováquia    | Omega Pharma-Quick Step      |
| Julien Vermote           | 26/07/1989 | Bélgica       | Omega Pharma-Quick Step      |
| Carlos Verona            | 04/11/1992 | Espanha       | Burgos BH-Castilla e Leão    |

### 2014

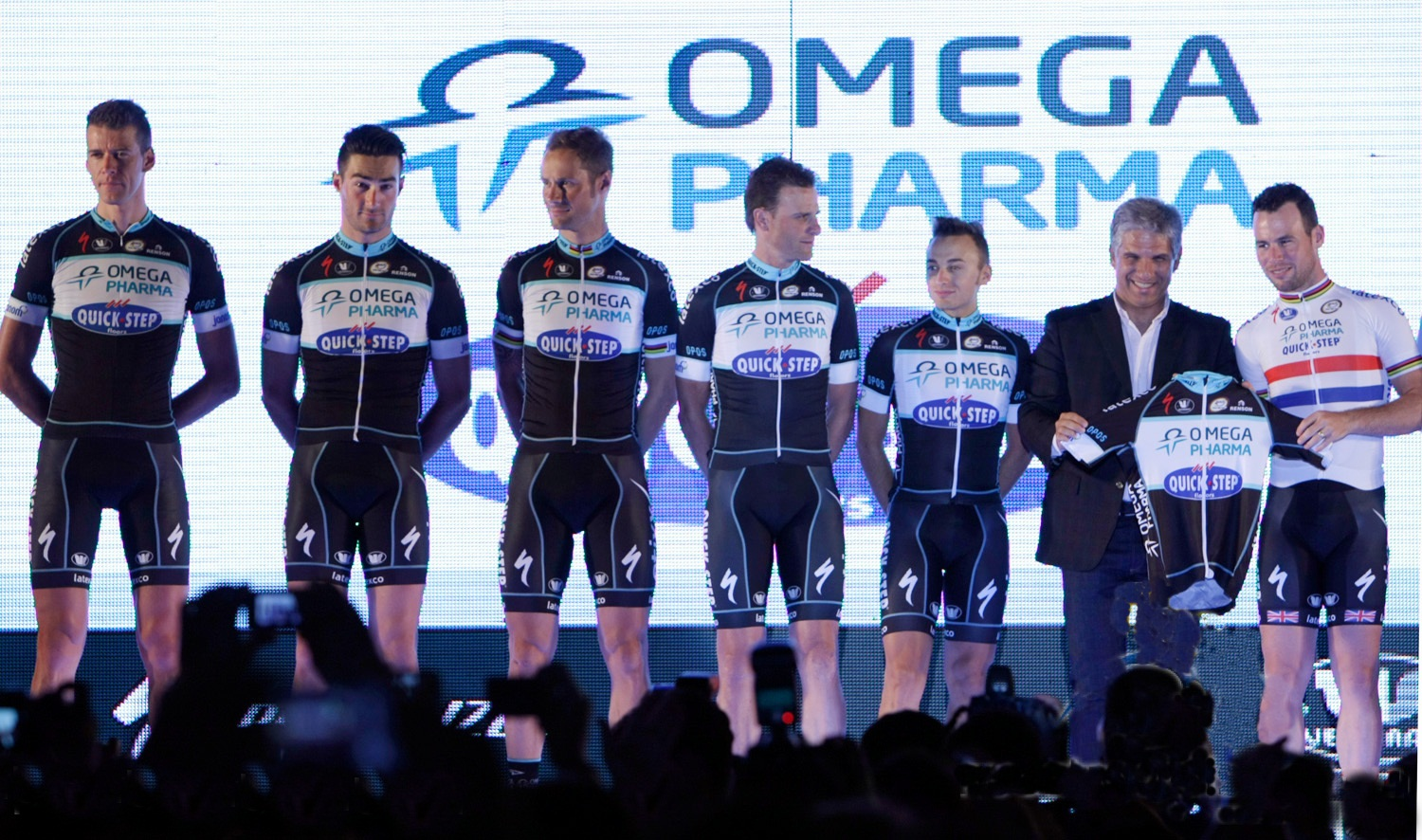
O Omega Pharma-QuickStep no Tour de San Luis de 2014

| Corredor                 | Nascimento | Nacionalidade | Equipa de 2013          |
| Julian Alaphilippe       | 11/06/1992 | França        | Etixx-iHNed             |
| Jan Bakelants            | 14/02/1986 | Bélgica       | RadioShack Leopard      |
| Tom Boonen               | 15/10/1980 | Bélgica       | Omega Pharma-Quick Step |
| Gianluca Brambilla       | 22/08/1987 | Itália        | Omega Pharma-Quick Step |
| Mark Cavendish           | 21/05/1985 | Reino Unido   | Omega Pharma-Quick Step |
| Thomas De Gendt          | 06/11/1986 | Bélgica       | Vacansoleil-DCM         |
| Kevin De Weert           | 27/05/1982 | Bélgica       | Omega Pharma-Quick Step |
| Andrew Fenn              | 01/07/1990 | Reino Unido   | Omega Pharma-Quick Step |
| Michał Gołaś             | 29/04/1984 | Polónia       | Omega Pharma-Quick Step |
| Iljo Keisse              | 21/12/1982 | Bélgica       | Omega Pharma-Quick Step |
| Michał Kwiatkowski       | 02/06/1990 | Polónia       | Omega Pharma-Quick Step |
| Nikolas Maes             | 09/04/1986 | Bélgica       | Omega Pharma-Quick Step |
| Tony Martin              | 23/04/1985 | Alemanha      | Omega Pharma-Quick Step |
| Gianni Meersman          | 0512/1985  | Bélgica       | Omega Pharma-Quick Step |
| Serge Pauwels            | 21/11/1983 | Bélgica       | Omega Pharma-Quick Step |
| Alessandro Petacchi      | 03/01/1974 | Itália        | Omega Pharma-Quick Step |
| Wout Poels               | 01/10/1987 | Países Baixos | Vacansoleil-DCM         |
| Mark Renshaw             | 22/10/1982 | Austrália     | Belkin-Pro Cycling Team |
| Pieter Serry             | 21/11/1988 | Bélgica       | Omega Pharma-Quick Step |
| Gert Steegmans           | 30/09/1980 | Bélgica       | Omega Pharma-Quick Step |
| Zdeněk Štybar            | 11/12/1985 | Chéquia       | Omega Pharma-Quick Step |
| Niki Terpstra            | 18/05/1984 | Países Baixos | Omega Pharma-Quick Step |
| Matteo Trentin           | 02/08/1989 | Itália        | Omega Pharma-Quick Step |
| Rigoberto Urán           | 26/01/1987 | Colômbia      | Sky Procycling          |
| Petr Vakoč               | 11/07/1992 | Chéquia       | Etixx-iHNed             |
| Guillaume Van Keirsbulck | 14/02/1991 | Bélgica       | Omega Pharma-Quick Step |
| Stijn Vandenbergh        | 25/04/1984 | Bélgica       | Omega Pharma-Quick Step |
| Martin Velits            | 21/02/1985 | Eslováquia    | Omega Pharma-Quick Step |
| Julien Vermote           | 26/07/1989 | Bélgica       | Omega Pharma-Quick Step |
| Carlos Verona            | 04/11/1992 | Espanha       | Omega Pharma-Quick Step |

## Etixx - Quick Step

### 2015
| Corredor                 | Nascimento | Nacionalidade | Equipa de 2014              |
| Julian Alaphilippe       | 11/06/1992 | França        | Omega Pharma-Quick Step     |
| Tom Boonen               | 15/10/1980 | Bélgica       | Omega Pharma-Quick Step     |
| Maxime Bouet             | 03/11/1986 | França        | Ag2r-La Mondiale            |
| Gianluca Brambilla       | 22/08/1987 | Itália        | Omega Pharma-Quick Step     |
| Mark Cavendish           | 21/05/1985 | Reino Unido   | Omega Pharma-Quick Step     |
| David de la Cruz         | 06/05/1989 | Espanha       | Team NetApp-Endura          |
| Michał Gołaś             | 29/04/1984 | Polónia       | Omega Pharma-Quick Step     |
| Iljo Keisse              | 21/12/1982 | Bélgica       | Omega Pharma-Quick Step     |
| Michał Kwiatkowski       | 02/06/1990 | Polónia       | Omega Pharma-Quick Step     |
| Yves Lampaert            | 10/04/1991 | Bélgica       | Topsport Vlaanderen-Baloise |
| Nikolas Maes             | 09/04/1986 | Bélgica       | Omega Pharma-Quick Step     |
| Tony Martin              | 23/04/1985 | Alemanha      | Omega Pharma-Quick Step     |
| Gianni Meersman          | 0512/1985  | Bélgica       | Omega Pharma-Quick Step     |
| Mark Renshaw             | 22/10/1982 | Austrália     | Omega Pharma-Quick Step     |
| Fabio Sabatini           | 18/02/1985 | Itália        | Cannondale Pro Cycling      |
| Pieter Serry             | 21/11/1988 | Bélgica       | Omega Pharma-Quick Step     |
| Zdeněk Štybar            | 11/12/1985 | Chéquia       | Omega Pharma-Quick Step     |
| Niki Terpstra            | 18/05/1984 | Países Baixos | Omega Pharma-Quick Step     |
| Matteo Trentin           | 02/08/1989 | Itália        | Omega Pharma-Quick Step     |
| Rigoberto Urán           | 26/01/1987 | Colômbia      | Omega Pharma-Quick Step     |
| Petr Vakoč               | 11/07/1992 | Chéquia       | Omega Pharma-Quick Step     |
| Guillaume Van Keirsbulck | 14/02/1991 | Bélgica       | Omega Pharma-Quick Step     |
| Stijn Vandenbergh        | 25/04/1984 | Bélgica       | Omega Pharma-Quick Step     |
| Martin Velits            | 21/02/1985 | Eslováquia    | Omega Pharma-Quick Step     |
| Julien Vermote           | 26/07/1989 | Bélgica       | Omega Pharma-Quick Step     |
| Carlos Verona            | 04/11/1992 | Espanha       | Omega Pharma-Quick Step     |
| Łukasz Wiśniowski        | 07/12/1991 | Polónia       | Etixx                       |

Stagiaires

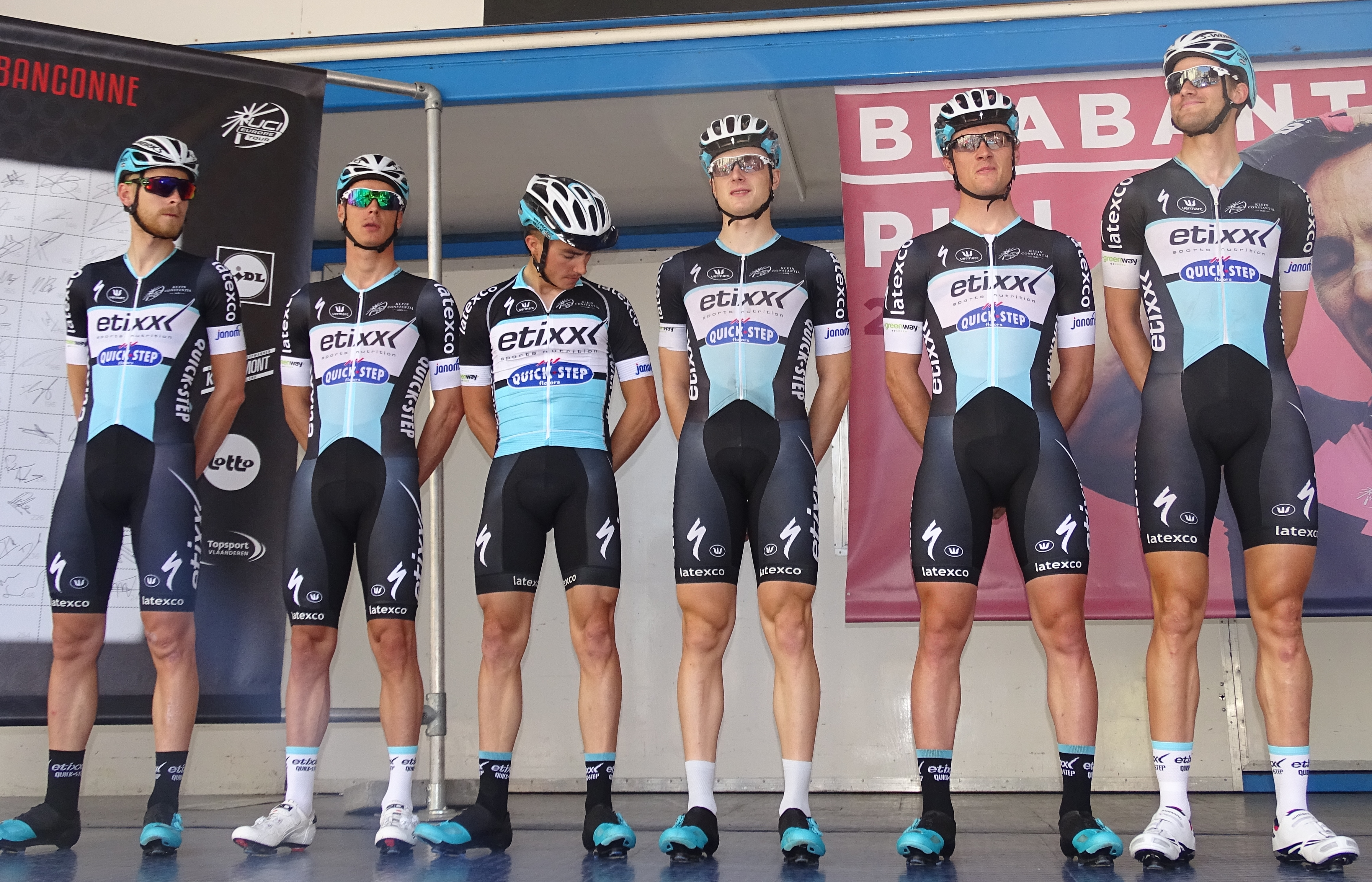
A equipa em 2015

Desde o 1 de agosto, os seguintes corredores passaram a fazer parte da equipa como stagiaires (aprendizes à prova).
| Corredor          | Nascimento | Nacionalidade | Equipa de 2015 |
| ----------------- | ---------- | ------------- | -------------- |
| Rodrigo Contreras | 02/06/1994 | Colômbia      |                |
| Fernando Gaviria  | 19/08/1994 | Colômbia      |                |

### 2016
| Corredor                 | Nascimento | Nacionalidade | Equipa de 2015         |
| Julian Alaphilippe       | 11/06/1992 | França        | Etixx-Quick Step       |
| Tom Boonen               | 15/10/1980 | Bélgica       | Etixx-Quick Step       |
| Maxime Bouet             | 03/11/1986 | França        | Etixx-Quick Step       |
| Gianluca Brambilla       | 22/08/1987 | Itália        | Etixx-Quick Step       |
| Rodrigo Contreras        | 02/06/1994 | Colômbia      | Etixx-Quick Step       |
| Laurens De Plus          | 04/09/1995 | Bélgica       | Neoprofissional        |
| David de la Cruz         | 06/05/1989 | Espanha       | Etixx-Quick Step       |
| Fernando Gaviria         | 19/08/1994 | Colômbia      | Etixx-Quick Step       |
| Bob Jungels              | 22/09/1992 | Luxemburgo    | Trek Factory Racing    |
| Iljo Keisse              | 21/12/1982 | Bélgica       | Etixx-Quick Step       |
| Marcel Kittel            | 11/05/1988 | Alemanha      | Team Giant-Alpecin     |
| Yves Lampaert            | 10/04/1991 | Bélgica       | Etixx-Quick Step       |
| Nikolas Maes             | 09/04/1986 | Bélgica       | Etixx-Quick Step       |
| Daniel Martin            | 20/08/1986 | Irlanda       | Team Cannondale-Garmin |
| Tony Martin              | 23/04/1985 | Alemanha      | Etixx-Quick Step       |
| Davide Martinelli        | 31/05/1993 | Itália        | Neoprofissional        |
| Gianni Meersman          | 0512/1985  | Bélgica       | Etixx-Quick Step       |
| Maximiliano Richeze      | 07/03/1983 | Argentina     | Lampre-Merida          |
| Fabio Sabatini           | 18/02/1985 | Itália        | Etixx-Quick Step       |
| Pieter Serry             | 21/11/1988 | Bélgica       | Etixx-Quick Step       |
| Zdeněk Štybar            | 11/12/1985 | Chéquia       | Etixx-Quick Step       |
| Niki Terpstra            | 18/05/1984 | Países Baixos | Etixx-Quick Step       |
| Matteo Trentin           | 02/08/1989 | Itália        | Etixx-Quick Step       |
| Petr Vakoč               | 11/07/1992 | Chéquia       | Etixx-Quick Step       |
| Guillaume Van Keirsbulck | 14/02/1991 | Bélgica       | Etixx-Quick Step       |
| Stijn Vandenbergh        | 25/04/1984 | Bélgica       | Etixx-Quick Step       |
| Martin Velits            | 21/02/1985 | Eslováquia    | Etixx-Quick Step       |
| Julien Vermote           | 26/07/1989 | Bélgica       | Etixx-Quick Step       |
| Carlos Verona            | 04/11/1992 | Espanha       | Etixx-Quick Step       |
| Łukasz Wiśniowski        | 07/12/1991 | Polónia       | Etixx-Quick Step       |

1. ↑  Até o 30 de julho.

Stagiaires

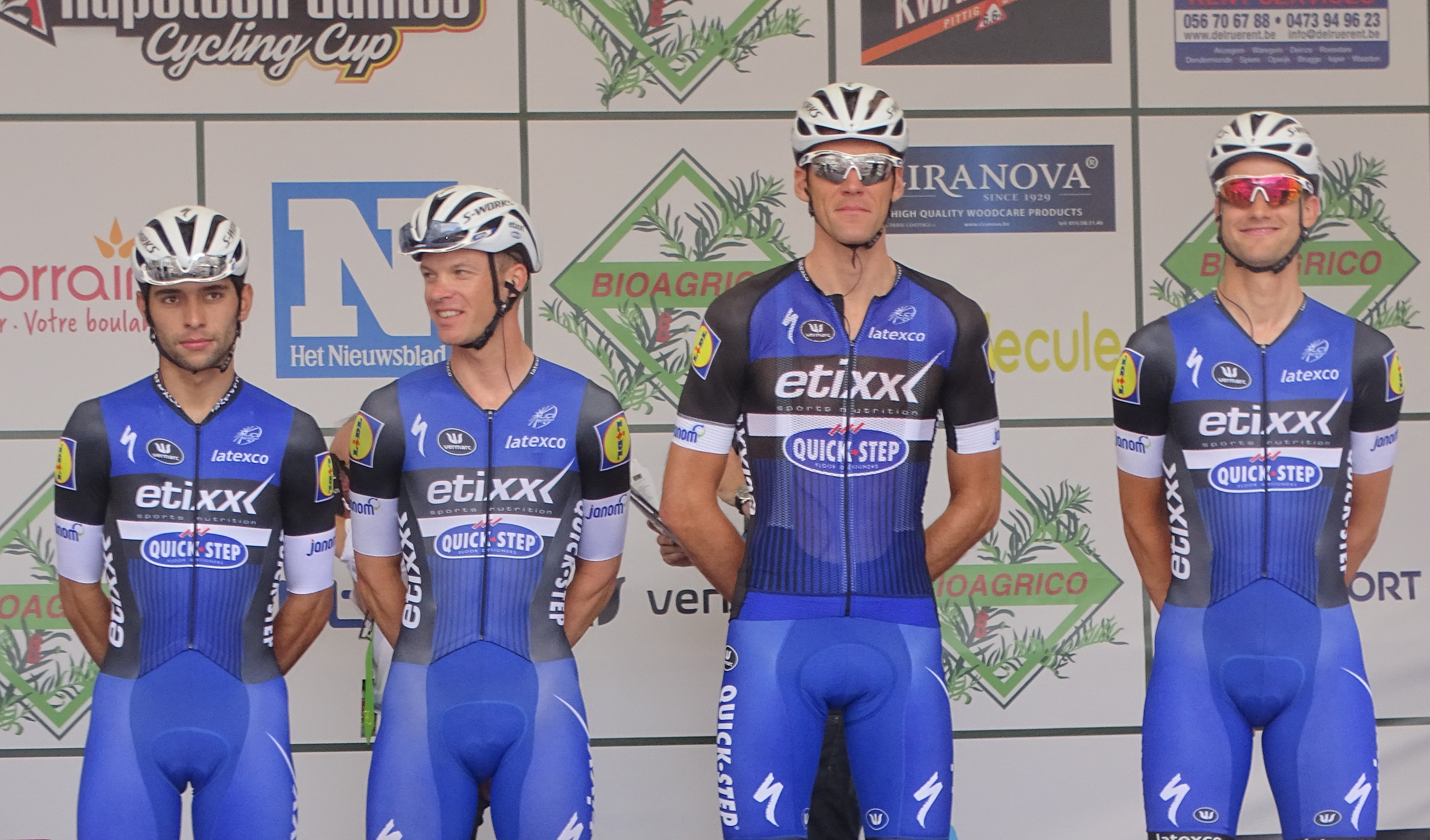
A equipa em 2016

Desde o 1 de agosto, os seguintes corredores passaram a fazer parte da equipa como stagiaires (aprendizes à prova).
| Corredor            | Nascimento | Nacionalidade  | Equipa de 2016      |
| ------------------- | ---------- | -------------- | ------------------- |
| Adrien Costa        | 19/08/1997 | Estados Unidos | Axeon Hagens Berman |
| Iván García Cortina | 20/11/1995 | Espanha        | Klein Constantia    |
| Hamish Schreurs     | 23/01/1994 | Nova Zelândia  | Klein Constantia    |

## Quick-Step Floors

### 2017
| Corredor              | Nascimento | Nacionalidade | Equipa de 2016              |
| Julian Alaphilippe    | 11/06/1992 | França        | Etixx-Quick Step            |
| Jack Bauer            | 07/04/1985 | Nova Zelândia | Cannondale-Drapac           |
| Tom Boonen            | 15/10/1980 | Bélgica       | Etixx-Quick Step            |
| Gianluca Brambilla    | 22/08/1987 | Itália        | Etixx-Quick Step            |
| Eros Capecchi         | 13/06/1986 | Itália        | Astana Team                 |
| Rémi Cavagna          | 10/08/1995 | França        | Klein Constantia            |
| Laurens De Plus       | 04/09/1995 | Bélgica       | Etixx-Quick Step            |
| David de la Cruz      | 06/05/1989 | Espanha       | Etixx-Quick Step            |
| Tim Declercq          | 21/03/1989 | Bélgica       | Topsport Vlaanderen-Baloise |
| Dries Devenyns        | 22/07/1983 | Bélgica       | IAM Cycling                 |
| Fernando Gaviria      | 19/08/1994 | Colômbia      | Etixx-Quick Step            |
| Philippe Gilbert      | 05/07/1982 | Bélgica       | BMC Racing Team             |
| Bob Jungels           | 22/09/1992 | Luxemburgo    | Etixx-Quick Step            |
| Iljo Keisse           | 21/12/1982 | Bélgica       | Etixx-Quick Step            |
| Marcel Kittel         | 11/05/1988 | Alemanha      | Etixx-Quick Step            |
| Yves Lampaert         | 10/04/1991 | Bélgica       | Etixx-Quick Step            |
| Daniel Martin         | 20/08/1986 | Irlanda       | Etixx-Quick Step            |
| Davide Martinelli     | 31/05/1993 | Itália        | Etixx-Quick Step            |
| Enric Mas             | 07/01/1995 | Espanha       | Klein Constantia            |
| Maximiliano Richeze   | 07/03/1983 | Argentina     | Etixx-Quick Step            |
| Fabio Sabatini        | 18/02/1985 | Itália        | Etixx-Quick Step            |
| Maximilian Schachmann | 09/01/1994 | Alemanha      | Klein Constantia            |
| Pieter Serry          | 21/11/1988 | Bélgica       | Etixx-Quick Step            |
| Zdeněk Štybar         | 11/12/1985 | Chéquia       | Etixx-Quick Step            |
| Niki Terpstra         | 18/05/1984 | Países Baixos | Etixx-Quick Step            |
| Matteo Trentin        | 02/08/1989 | Itália        | Etixx-Quick Step            |
| Petr Vakoč            | 11/07/1992 | Chéquia       | Etixx-Quick Step            |
| Martin Velits         | 21/02/1985 | Eslováquia    | Etixx-Quick Step            |
| Julien Vermote        | 26/07/1989 | Bélgica       | Etixx-Quick Step            |

1. ↑  Até o 9 de abril.

Stagiaires

Desde o 1 de agosto, os seguintes corredores passaram a fazer parte da equipa como stagiaires (aprendizes à prova).
| Corredor                 | Nascimento | Nacionalidade | Equipa de 2017        |
| ------------------------ | ---------- | ------------- | --------------------- |
| Álvaro Hodeg             | 01/09/1996 | Colômbia      | Coldeportes Zenú      |
| Przemysław Kasperkiewicz | 01/03/1994 | Polónia       | An Post-ChainReaction |

### 2018
| Corredor              | Nascimento | Nacionalidade | Equipa de 2017                |
| Julian Alaphilippe    | 11/06/1992 | França        | Quick-Step Floors             |
| Kasper Asgreen        | 08/02/1995 | Dinamarca     | Team Virtu Cycling            |
| Eros Capecchi         | 13/06/1986 | Itália        | Quick-Step Floors             |
| Rémi Cavagna          | 10/08/1995 | França        | Quick-Step Floors             |
| Laurens De Plus       | 04/09/1995 | Bélgica       | Quick-Step Floors             |
| Tim Declercq          | 21/03/1989 | Bélgica       | Quick-Step Floors             |
| Dries Devenyns        | 22/07/1983 | Bélgica       | Quick-Step Floors             |
| Fernando Gaviria      | 19/08/1994 | Colômbia      | Quick-Step Floors             |
| Philippe Gilbert      | 05/07/1982 | Bélgica       | Quick-Step Floors             |
| Álvaro Hodeg          | 16/09/1996 | Colômbia      | Quick-Step Floors (stagiaire) |
| Fabio Jakobsen        | 31/08/1996 | Países Baixos | SEG Racing Academy            |
| Bob Jungels           | 22/09/1992 | Luxemburgo    | Quick-Step Floors             |
| Iljo Keisse           | 21/12/1982 | Bélgica       | Quick-Step Floors             |
| James Knox            | 04/11/1995 | Reino Unido   | Team Wiggins                  |
| Yves Lampaert         | 10/04/1991 | Bélgica       | Quick-Step Floors             |
| Davide Martinelli     | 31/05/1993 | Itália        | Quick-Step Floors             |
| Enric Mas             | 07/01/1995 | Espanha       | Quick-Step Floors             |
| Michael Mørkøv        | 30/04/1985 | Dinamarca     | Team Katusha-Alpecin          |
| Jhonatan Narváez      | 04/03/1997 | Equador       | Axeon Hagens Berman           |
| Maximiliano Richeze   | 07/03/1983 | Argentina     | Quick-Step Floors             |
| Fabio Sabatini        | 18/02/1985 | Itália        | Quick-Step Floors             |
| Maximilian Schachmann | 09/01/1994 | Alemanha      | Quick-Step Floors             |
| Florian Sénéchal      | 10/07/1993 | França        | Cofidis, Solutions Crédits    |
| Pieter Serry          | 21/11/1988 | Bélgica       | Quick-Step Floors             |
| Zdeněk Štybar         | 11/12/1985 | Chéquia       | Quick-Step Floors             |
| Niki Terpstra         | 18/05/1984 | Países Baixos | Quick-Step Floors             |
| Petr Vakoč            | 11/07/1992 | Chéquia       | Quick-Step Floors             |
| Elia Viviani          | 07/02/1989 | Itália        | Team Sky                      |

1. ↑  Desde o 1 de abril.

Stagiaires

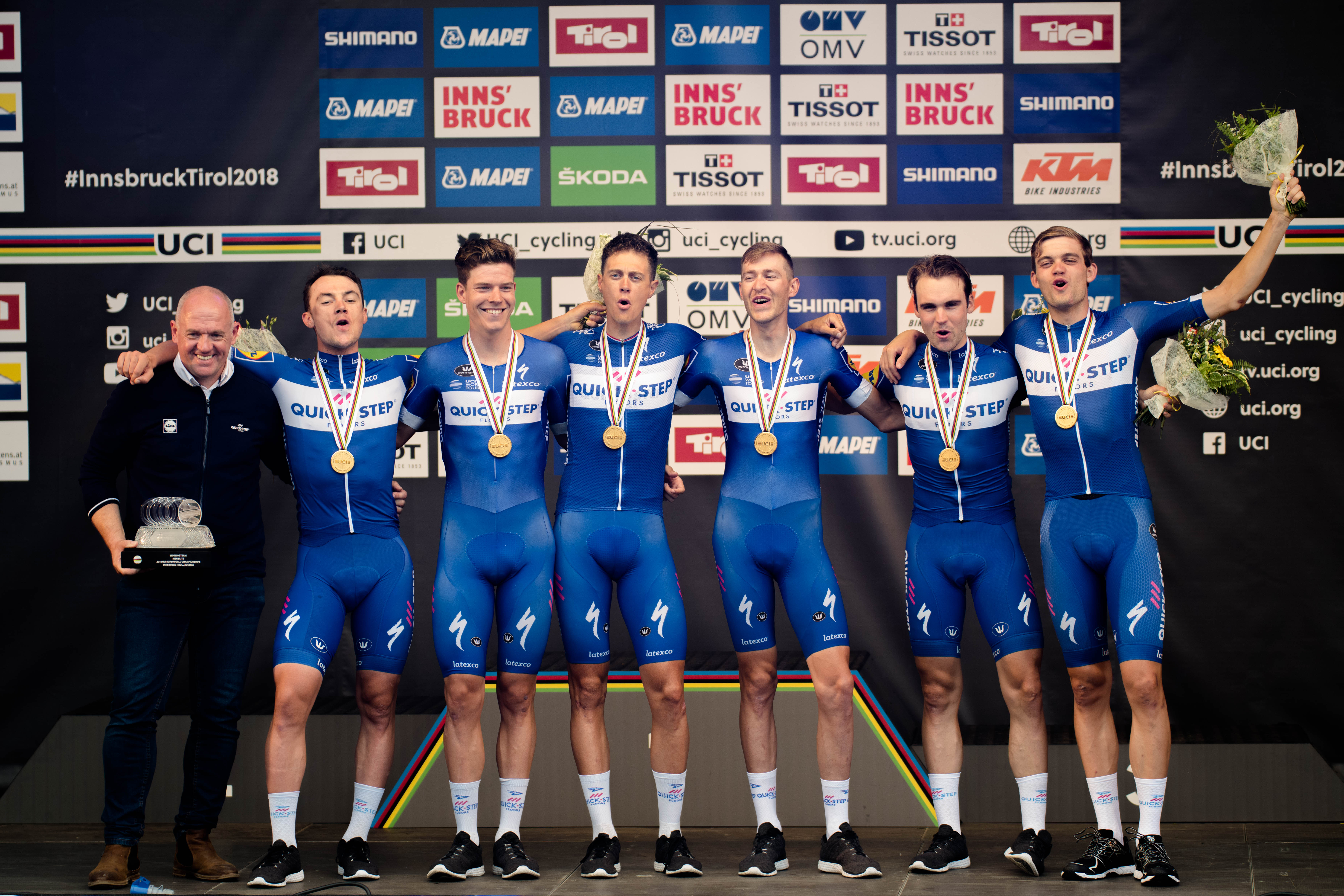
A equipa ganhadora do Campeonato do mundo de Contrarrelógio por equipas

Desde o 1 de agosto, os seguintes corredores passaram a fazer parte da equipa como stagiaires (aprendizes à prova).
| Corredor              | Nascimento | Nacionalidade | Equipa de 2018                    |
| --------------------- | ---------- | ------------- | --------------------------------- |
| Mikkel Frølich Honoré | 21/01/1997 | Dinamarca     | Team Virtu Cycling                |
| Barnabás Peák         | 29/11/1998 | Hungria       | Centro Mundial de Ciclismo da UCI |

## Deceuninck-Quick Step

### 2019
| Corredor              | Nascimento | Nacionalidade | Equipa de 2018                |
| Julian Alaphilippe    | 11/06/1992 | França        | Quick-Step Floors             |
| Kasper Asgreen        | 08/02/1995 | Dinamarca     | Quick-Step Floors             |
| Eros Capecchi         | 13/06/1986 | Itália        | Quick-Step Floors             |
| Rémi Cavagna          | 10/08/1995 | França        | Quick-Step Floors             |
| Tim Declercq          | 21/03/1989 | Bélgica       | Quick-Step Floors             |
| Dries Devenyns        | 22/07/1983 | Bélgica       | Quick-Step Floors             |
| Remco Evenepoel       | 25/01/2000 | Bélgica       | Neoprofissional               |
| Philippe Gilbert      | 05/07/1982 | Bélgica       | Quick-Step Floors             |
| Álvaro Hodeg          | 16/09/1996 | Colômbia      | Quick-Step Floors             |
| Mikkel Frølich Honoré | 21/01/1997 | Dinamarca     | Quick-Step Floors (stagiaire) |
| Fabio Jakobsen        | 31/08/1996 | Países Baixos | Quick-Step Floors             |
| Bob Jungels           | 22/09/1992 | Luxemburgo    | Quick-Step Floors             |
| Iljo Keisse           | 21/12/1982 | Bélgica       | Quick-Step Floors             |
| James Knox            | 04/11/1995 | Reino Unido   | Quick-Step Floors             |
| Yves Lampaert         | 10/04/1991 | Bélgica       | Quick-Step Floors             |
| Davide Martinelli     | 31/05/1993 | Itália        | Quick-Step Floors             |
| Enric Mas             | 07/01/1995 | Espanha       | Quick-Step Floors             |
| Michael Mørkøv        | 30/04/1985 | Dinamarca     | Quick-Step Floors             |
| Maximiliano Richeze   | 07/03/1983 | Argentina     | Quick-Step Floors             |
| Fabio Sabatini        | 18/02/1985 | Itália        | Quick-Step Floors             |
| Florian Sénéchal      | 10/07/1993 | França        | Quick-Step Floors             |
| Pieter Serry          | 21/11/1988 | Bélgica       | Quick-Step Floors             |
| Zdeněk Štybar         | 11/12/1985 | Chéquia       | Quick-Step Floors             |
| Petr Vakoč            | 11/07/1992 | Chéquia       | Quick-Step Floors             |
| Elia Viviani          | 07/02/1989 | Itália        | Quick-Step Floors             |

Stagiaires

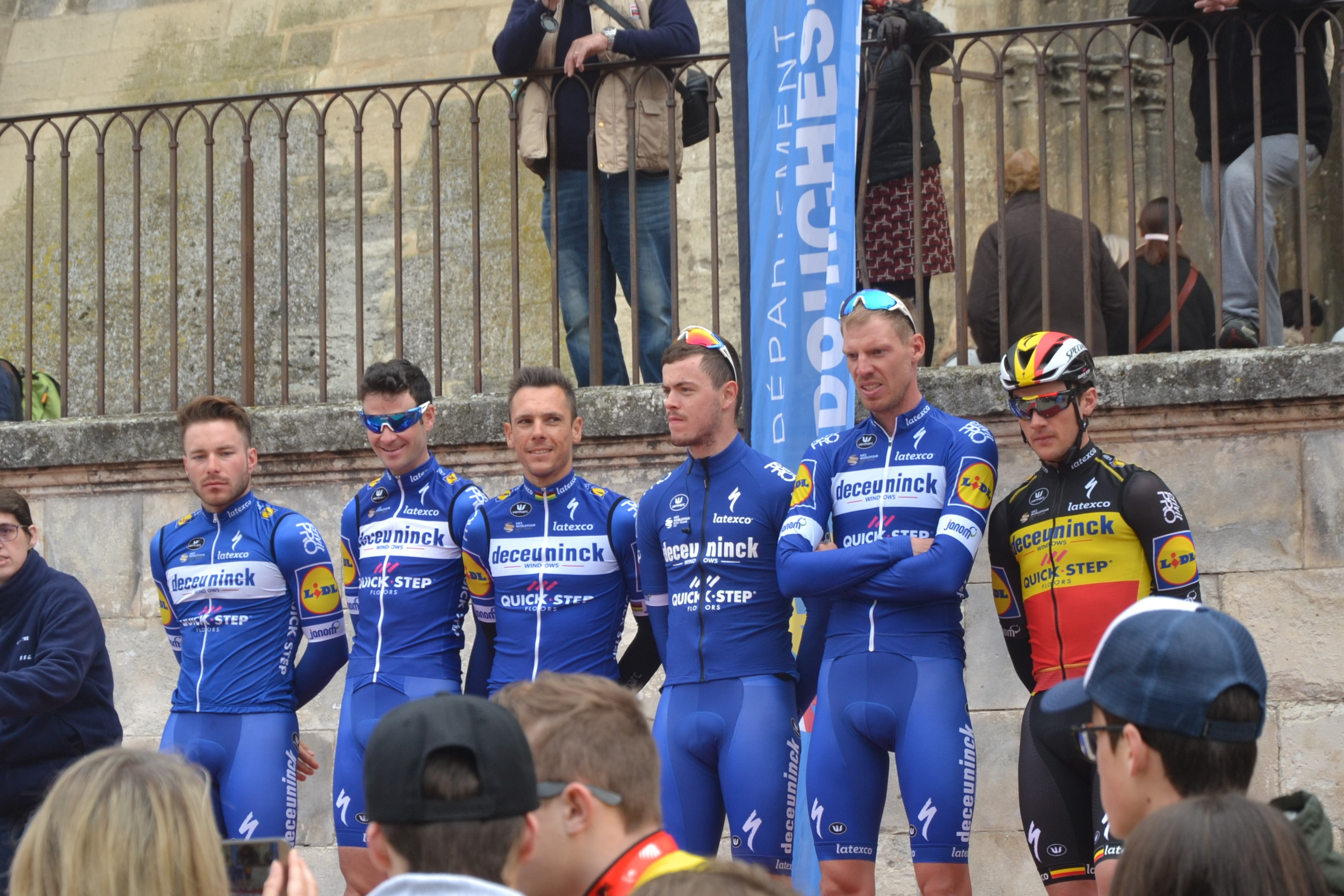
O Deceuninck-Quick Step no Tour La Provence de 2019

Desde o 1 de agosto, os seguintes corredores passaram a fazer parte da equipa como stagiaires (aprendizes à prova).
| Corredor       | Nascimento | Nacionalidade | Equipa de 2019         |
| -------------- | ---------- | ------------- | ---------------------- |
| Samuel Gaze    | 12/12/1995 | Nova Zelândia |                        |
| Jannik Steimle | 04/04/1996 | Alemanha      | Team Vorarlberg-Santic |

### 2020
| Corredor              | Nascimento | Nacionalidade  | Equipa de 2019                    |
| Julian Alaphilippe    | 11/06/1992 | França         | Deceuninck-Quick Step             |
| João Almeida          | 05/08/1998 | Portugal       | Hagens Berman Axeon               |
| Shane Archbold        | 02/02/1989 | Nova Zelândia  | Bora-Hansgrohe                    |
| Kasper Asgreen        | 08/02/1995 | Dinamarca      | Deceuninck-Quick Step             |
| Andrea Bagioli        | 23/03/1999 | Itália         | Team Colpack                      |
| Davide Ballerini      | 21/09/1994 | Itália         | Astana Pro Team                   |
| Sam Bennett           | 16/10/1990 | Irlanda        | Bora-Hansgrohe                    |
| Mattia Cattaneo       | 25/10/1990 | Itália         | Androni Giocattoli-Sidermec       |
| Rémi Cavagna          | 10/08/1995 | França         | Deceuninck-Quick Step             |
| Tim Declercq          | 21/03/1989 | Bélgica        | Deceuninck-Quick Step             |
| Dries Devenyns        | 22/07/1983 | Bélgica        | Deceuninck-Quick Step             |
| Remco Evenepoel       | 25/01/2000 | Bélgica        | Deceuninck-Quick Step             |
| Ian Garrison          | 14/04/1998 | Estados Unidos | Hagens Berman Axeon               |
| Álvaro Hodeg          | 16/09/1996 | Colômbia       | Deceuninck-Quick Step             |
| Mikkel Frølich Honoré | 21/01/1997 | Dinamarca      | Deceuninck-Quick Step             |
| Fabio Jakobsen        | 31/08/1996 | Países Baixos  | Deceuninck-Quick Step             |
| Bob Jungels           | 22/09/1992 | Luxemburgo     | Deceuninck-Quick Step             |
| Iljo Keisse           | 21/12/1982 | Bélgica        | Deceuninck-Quick Step             |
| James Knox            | 04/11/1995 | Reino Unido    | Deceuninck-Quick Step             |
| Yves Lampaert         | 10/04/1991 | Bélgica        | Deceuninck-Quick Step             |
| Michael Mørkøv        | 30/04/1985 | Dinamarca      | Deceuninck-Quick Step             |
| Florian Sénéchal      | 10/07/1993 | França         | Deceuninck-Quick Step             |
| Pieter Serry          | 21/11/1988 | Bélgica        | Deceuninck-Quick Step             |
| Stijn Steels          | 21/08/1989 | Bélgica        | Roompot-Charles                   |
| Jannik Steimle        | 04/04/1996 | Alemanha       | Deceuninck-Quick Step (stagiaire) |
| Zdeněk Štybar         | 11/12/1985 | Chéquia        | Deceuninck-Quick Step             |
| Bert Van Lerberghe    | 29/09/1992 | Bélgica        | Cofidis, Solutions Crédits        |
| Mauri Vansevenant     | 01/06/1999 | Bélgica        | Neo (EFC-L&R-Vulsteke)            |

1. ↑  Desde o 1 de julho.